# 야크샤 왕국
야크샤 왕국은 고대 인도의 서사시 《마하바라타》 속에 등장하는 소왕국으로, 구성원인 야크샤 족은 라크샤사 족과 친족이다.
바이스라바나(다문천왕)로도 불리는 쿠베라가 야크샤 왕국을 다스렸다.

## 같이 보기
- 구지